# 莫纳斯泰罗-迪瓦斯科
莫纳斯泰罗-迪瓦斯科（義大利語：Monastero di Vasco），是意大利库内奥省的一个市镇。总面积17平方公里，人口1322人，人口密度77.8人/平方公里（2009年）。ISTAT代码为004126。